# Oshin Derieuw
Oshin Derieuw (* 29. April 1987 in Roeselare) ist eine belgische Boxerin im Weltergewicht.

## Amateurkarriere
Derieuw gewann 2011 Bronze bei der EU-Meisterschaft in Katowice und war Teilnehmerin bei der Europameisterschaft 2011 in Rotterdam, wo sie im Achtelfinale gegen Anastassija Beljakowa ausschied. 2012 gewann sie Bronze beim Nationencup in Sombor.
Um an den Olympischen Spielen 2024 in Paris teilnehmen zu können, wechselte sie 2023 zurück in den Amateurbereich und qualifizierte sich mit dem Erreichen des Finales bei den Europaspielen 2023 in Krakau, wo sie gegen die zweifache Weltmeisterin und Olympiasiegerin Busenaz Sürmeneli unterlegen war, für Olympia. Bei den Olympischen Spielen besiegte sie Ivanusa Moreira, ehe sie im Viertelfinale gegen Yang Liu ausschied und den 5. Platz belegte.

## Profikarriere
Derieuw bestritt ihren ersten Profikampf im April 2016 und wurde am 28. August 2021 mit einem Sieg gegen die Schweizerin Olivia Belkacem Europameisterin der EBU im Weltergewicht. Zudem gewann sie am 30. April 2022 mit einem Sieg gegen die Italienerin Silvia Bortot den Interkontinentalen Meistertitel der IBO im Halbweltergewicht.